# Dorfkirche Ketzür

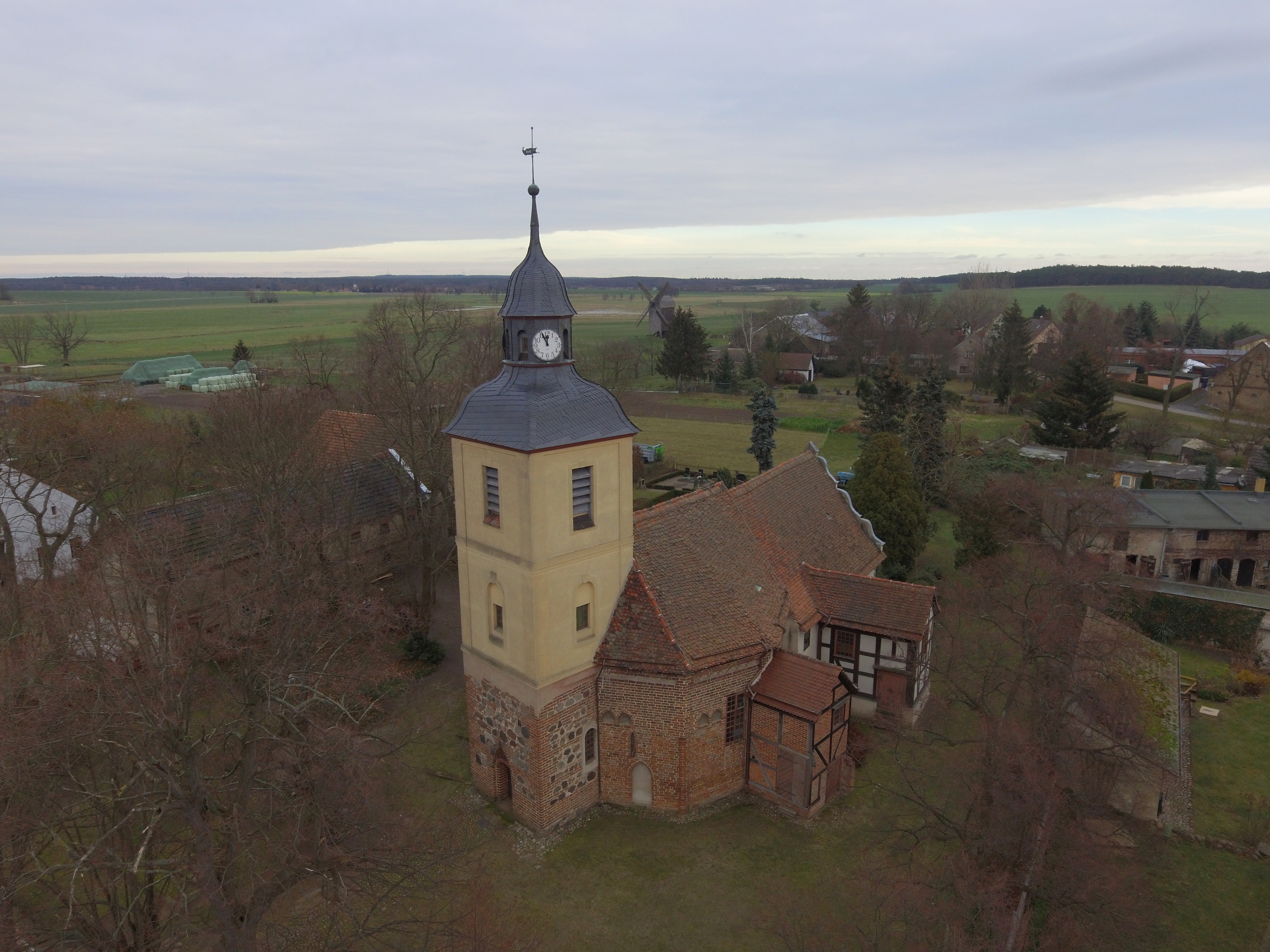
Dorfkirche Ketzür

Die Dorfkirche Ketzür ist eine Saalkirche und liegt im Zentrum des heutigen Ortsteils Ketzür in der Gemeinde Beetzseeheide im Landkreis Potsdam-Mittelmark in Brandenburg. Das Patrozinium ist nicht bekannt. Die Kirche gehört zum Pfarrbereich Päwesin des Kirchenkreises Mittelmark-Brandenburg der Evangelischen Kirche Berlin-Brandenburg-schlesische Oberlausitz.

## Bauwerk

### Baugeschichte
Der siebeneckige Zentralbau der Kirche stammt nach unterschiedlichen Quellen aus dem 13. beziehungsweise Ende 14. Jahrhundert. Im 15. Jahrhundert wurde das Bauwerk erhöht. 1599 wurde die Kirche anstelle eine Apsis um einen rechteckigen Chor mit einem auffälligen Renaissancegiebel ergänzt. Der Kirchturm stammt in seinen unteren gotischen Anteilen aus dem 15. Jahrhundert. Darüber wurden im Stil des Barock 1697 ein Zwischengeschoss und der Glockenstuhl ergänzt. Die Turmhaube wurde 1793 aufgesetzt. Zwei Anbauten auf der Südseite der Kirche stammen aus dem 17. Jahrhundert. am 22. Juni 1914 wurde der Kirchturm von einem Blitzschlag beschädigt und anschließend wieder hergestellt. In den 1980er bis in die 1990er Jahre wurde die Kirche umfassend restauriert.

### Außenausstattung

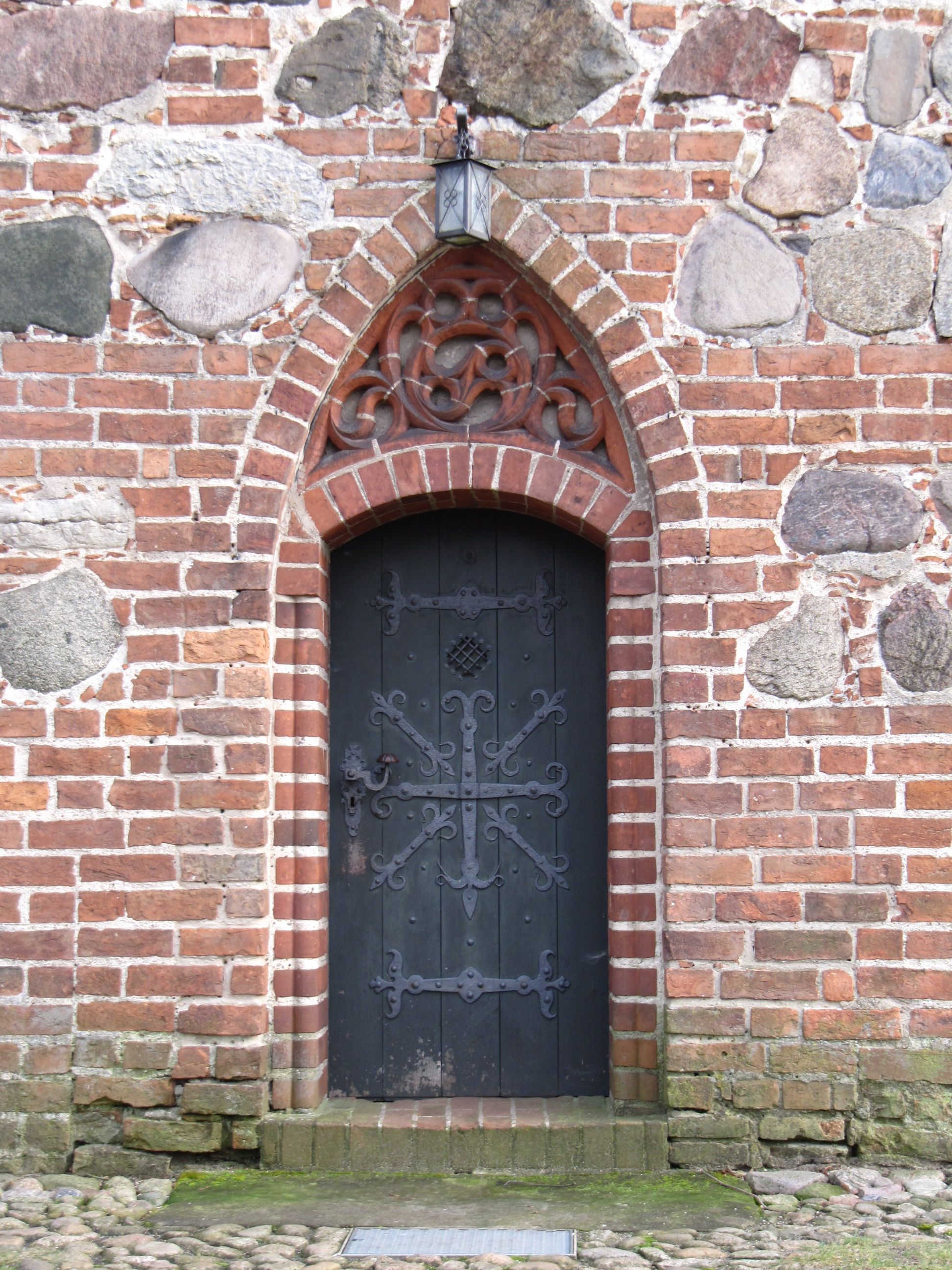
Westportal

Der Westturm wurde in seinen unteren Anteilen aus Feld- und Ziegelsteinen errichtet. Das Portal befindet sich in einem typischen gotischen Spitzbogen. Dieser zeigt im oberen Anteil ein zugesetztes reiches Maßwerk. Die Tür ist segmentbogig und mit eisernen Beschlägen verziert. Auf der Südseite des Turms gibt es im unteren Bereich ein Korbbogenfenster, welches offenbar nachträglich installiert wurde. Die Einfassung dieses Fensters ins Mauerwerk ist verputzt.
Der untere gotische Teil des Turms wurde später um einen verputzten barocken Aufbau ergänzt. Der Putz zeigt einen gelbgetönten Anstrich. Der Übergang vom gotischen zum barocken Teil des Turms ist durch ein schlichtes Gesims betont. Oberhalb dieses Gesims befinden sich nach Norden, Westen und Süden Rechteckfenster, die in teilverblendeten Korbbögen liegen. Diese Korbbögen besitzen einen markanten, vorspringenden Schlussstein und eine profilierte Umrandung, sogenannte Faschen. Über den Fenstern gibt es ein weiteres Gesims, welches das Stockwerk vom Glockenstuhl trennt. Die Schallöffnungen des Glockenstuhls in alle vier Himmelsrichtungen sind rechteckig. Als weiteres Detail gibt es noch Ecklisenen im barocken Anteil des Turms.
Auf dem Turm wurde eine typische barocke Turmhaube aufgesetzt. Auf dieser thront eine Laterne, in welcher sich eine Turmuhr mit Zifferblättern nach Nord-Nordwest und Süd-Südwest befindet. Die Spitze des Turms bildet eine Turmkugel mit Wetterfahne.

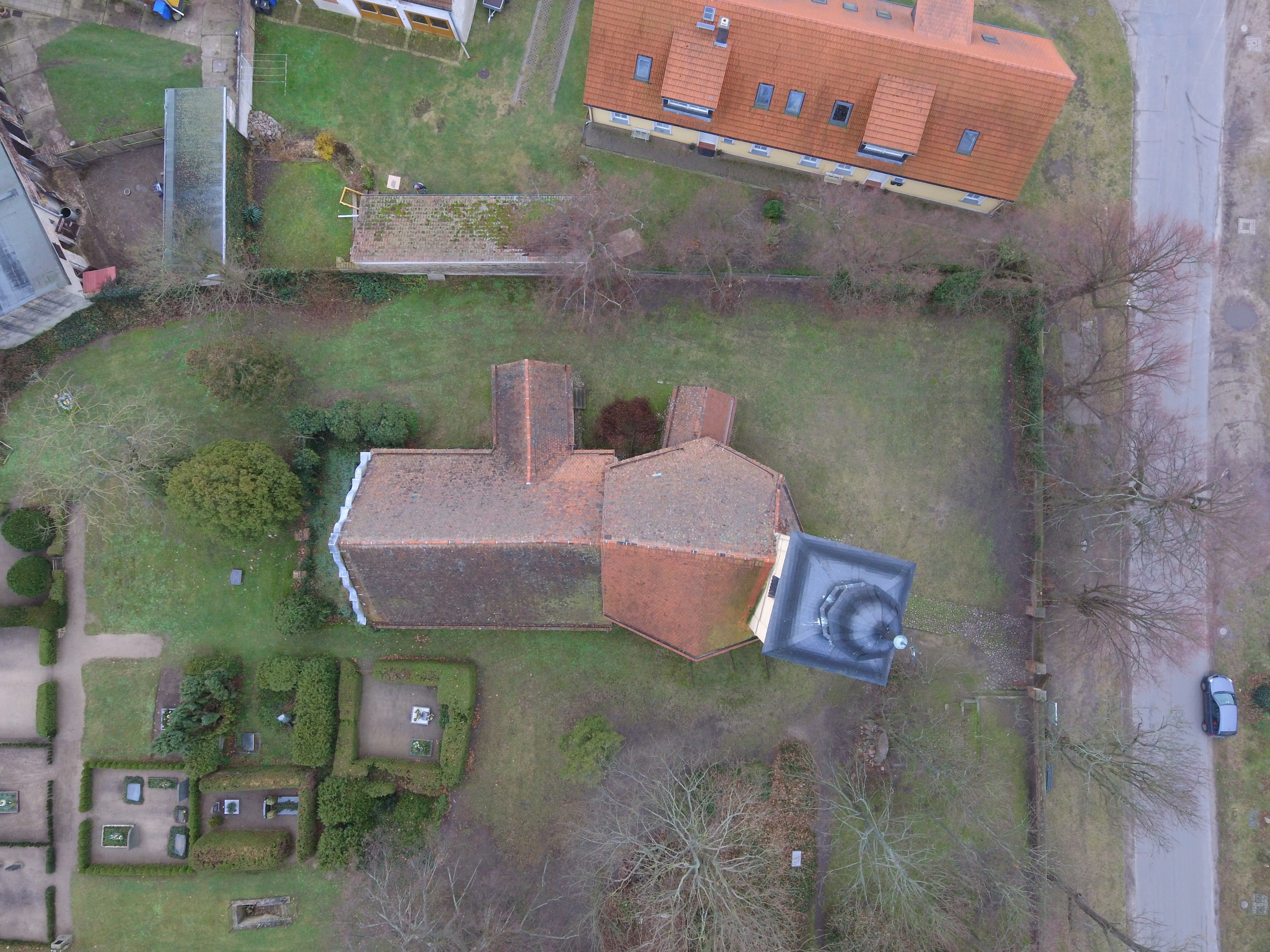
Draufsicht: Erkennbar die außergewöhnliche Form der Kirche und ihrer Teilbauten

Ein auffälliger Teilbau der Dorfkirche ist der siebeneckige mittelalterliche Zentralbau. Dieser schließt sich aus der Mittellinie etwas rechts- beziehungsweise südverlagert dem Turm an. Es wurde aus Backsteinen errichtet und ist der älteste Teil der Kirche. In den beiden von Norden sichtbaren Seiten des Siebenecks befinden sich rechteckige Sprossenfenster mit schmuck- und farblosen Bleiverglasungen. Ein gleiches Fenster existiert noch in der südlichen Außenwand. In der nordnordwestlichen Außenmauer gibt es darüber hinaus noch ein flaches rundbogiges Kellerfenster. Von Süden zu erkennen sind ein Blendportal und eine schartenartige Blende nach Südwesten. Weitere Blenden gibt es jeweils paarig nach Süden und Südwesten und drei nach Südosten. Diese besitzen dieselben Abmessungen, wobei jedoch das linke der drei nordwestlichen halb in einen Anbau integriert und durch diesen zugesetzt ist. Weiterhin befinden sich auf der nordwestlichen Seite eine schartenartige Blende und ein Rundbogenfenster. Sämtliche Benden des Zentralbaus sind spitzbogig gestaltet. Unterhalb der Traufe befindet sich zu allen sichtbaren Seiten des Siebenecks ein eingezogener und mit nur noch teilweise sichtbaren Ornamenten verzierter Streifen. An der südsüdwestlichen Ecke befindet sich eine abgerundete Ecklisene über etwa dreiviertel der Höhe. Das Dach besitzt trotz des siebeneckigen Grundriss des Zentralbaus einen in grober West-Ost-Richtung ausgerichteten, jedoch leicht nach Nordosten abweichenden Dachfirst. Dadurch besitzt der Zentralbau auch einen Ostgiebel. Nach Westen ist das Dach des Zentralbaus abgewalmt.
Der südliche Anbau an den Zentralbau, der Zugang zur Familienloge der Familie von der Hagen ist als Fachwerk errichtet, welches mit Ziegeln zugesetzt wurde. In ihm befinden sich Türen nach Süden und Westen. Oberhalb der südlichen Tür gibt es ein Rechteckfenster. Der Giebel des Satteldachs ist nach Süden ausgerichtet. Der First setzt unterhalb der Traufe des Zentralbaus an.

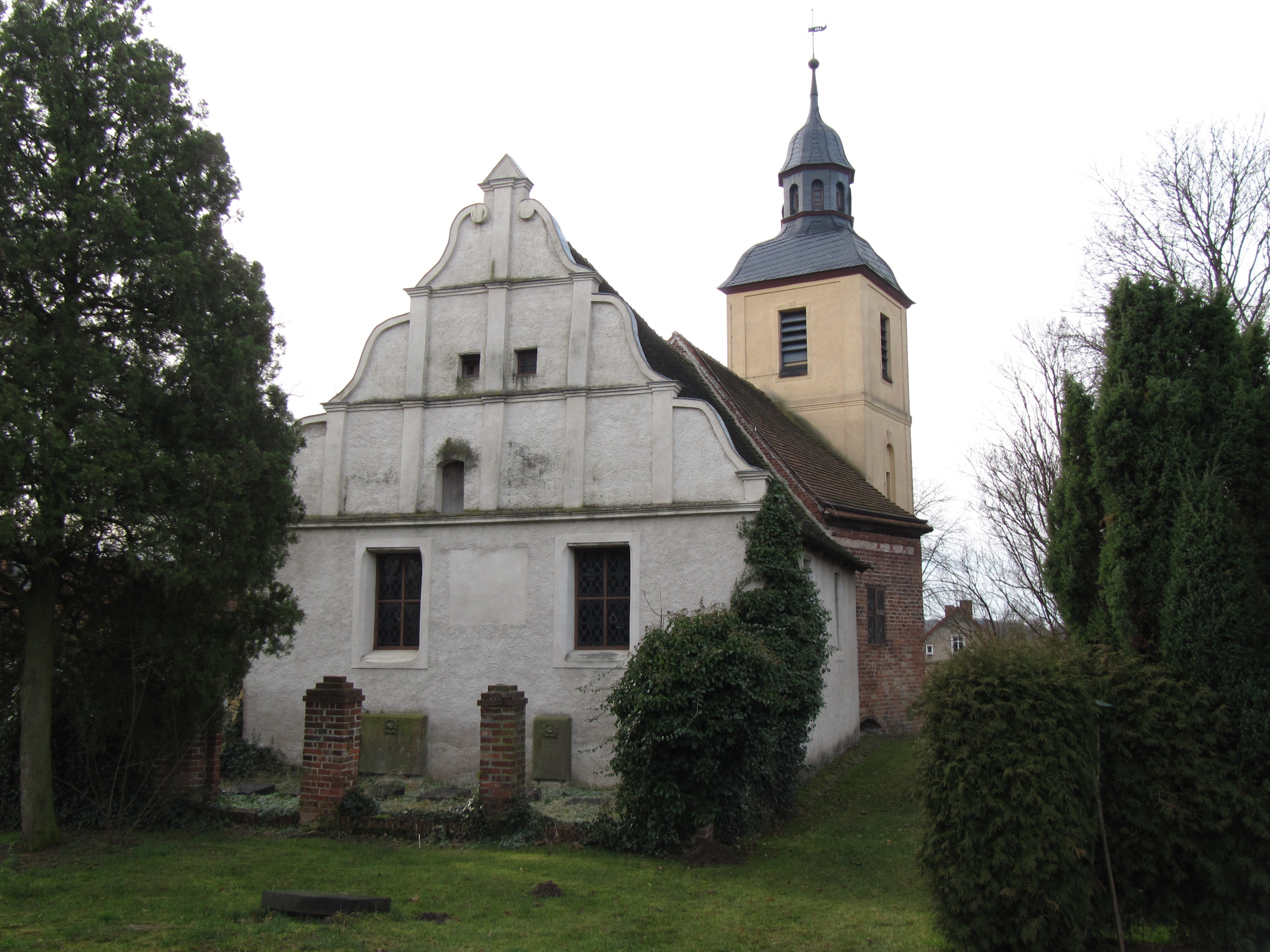
Schweifgiebel

Der Chor zeigt eine im Verhältnis zum Zentralbau noch weiter von der für Kirchen üblichen Ost-West-Achse nach Nordosten verlagerte Ausrichtung. Dadurch bekommt die Kirche bei einem streng ausgerichteten Westturm eine nach Nordosten abweichende leicht bogenförmige Längsachse. Der Anschluss des Chores bildet aufgrund der polygonalen Form des mittelalterlichen Zentralbaus und der sich daraus ergebenen relativ schmalen Seitenfläche im Norden und Südwesten vorspringende Ecken. Das Satteldach ist etwas niedriger als das des Zentralbaus und setzt somit im Westen an dessen Giebel an. Die Außenwände sind verputzt. Dieser Putz wurde weiß gestrichen. Nach Norden gibt es zwei gleiche Rechteckfenster mit leicht vorspringenden Faschen. In der südlichen Außenwand befinden sich ebenfalls zwei Rechteckfenster jedoch unterschiedlicher Größe. Zwischen beiden Fenstern gibt es dort einen weiteren südlichen Anbau an die Kirche. Unterhalb des östlichen der beiden Fenster der südlichen Außenwand befindet sich ein rundbogiges Portal. Dessen Tür ist mit Eisenbeschlägen verziert. Auffälligstes äußeres Detail des Chores ist der Schweifgiebel über der Ostwand. Die Giebelwand ist durch drei Gesimse geteilt. Jeweils dort, wo ein Gesims den Ortgang erreicht, beginnt ein Schweif des Giebels, sodass dieser beidseits dreischweifig ist. Weiterhin ist der Bereich des Giebels durch fünf Lisenen und eine Giebelspitze verziert. Im Giebel befinden sich drei Fenster. Zwei kleinere sind rechteckig, ein größeres hat einen Segmentbogen. Unterhalb des Schmuckgiebels gibt es noch zwei weitere Rechteckfenster in der Ostwand des Chores.
Der südliche Choranbau, der Zugang zur Patronatsloge der Familie von Brösicke zeigt wie der des Zentralbaus ein Fachwerk. Es bleibt jedoch unklar, wie dieses zugesetzt wurde, da die Bereiche zwischen den Holzbalken verputzt sind. Der Anbau hat eine Tür auf seiner Westseite, die über eine vierstufige Freitreppe zu erreichen ist. Dies war der gesonderte Zugang für die Familie von Brösicke. Jeweils nach Westen, Süden und Osten gibt es ein Rechteckfenster. Nach Süden darüber hinaus noch ein kleines rechteckiges Kellerfenster. Das Satteldach setzt im Dach des Chores an. Wie die Dächer des Zentralbaus, des Chores und des Zentralbauanbaus ist auch dieses Dach mit Biberschwänzen gedeckt.

## Innenausstattung

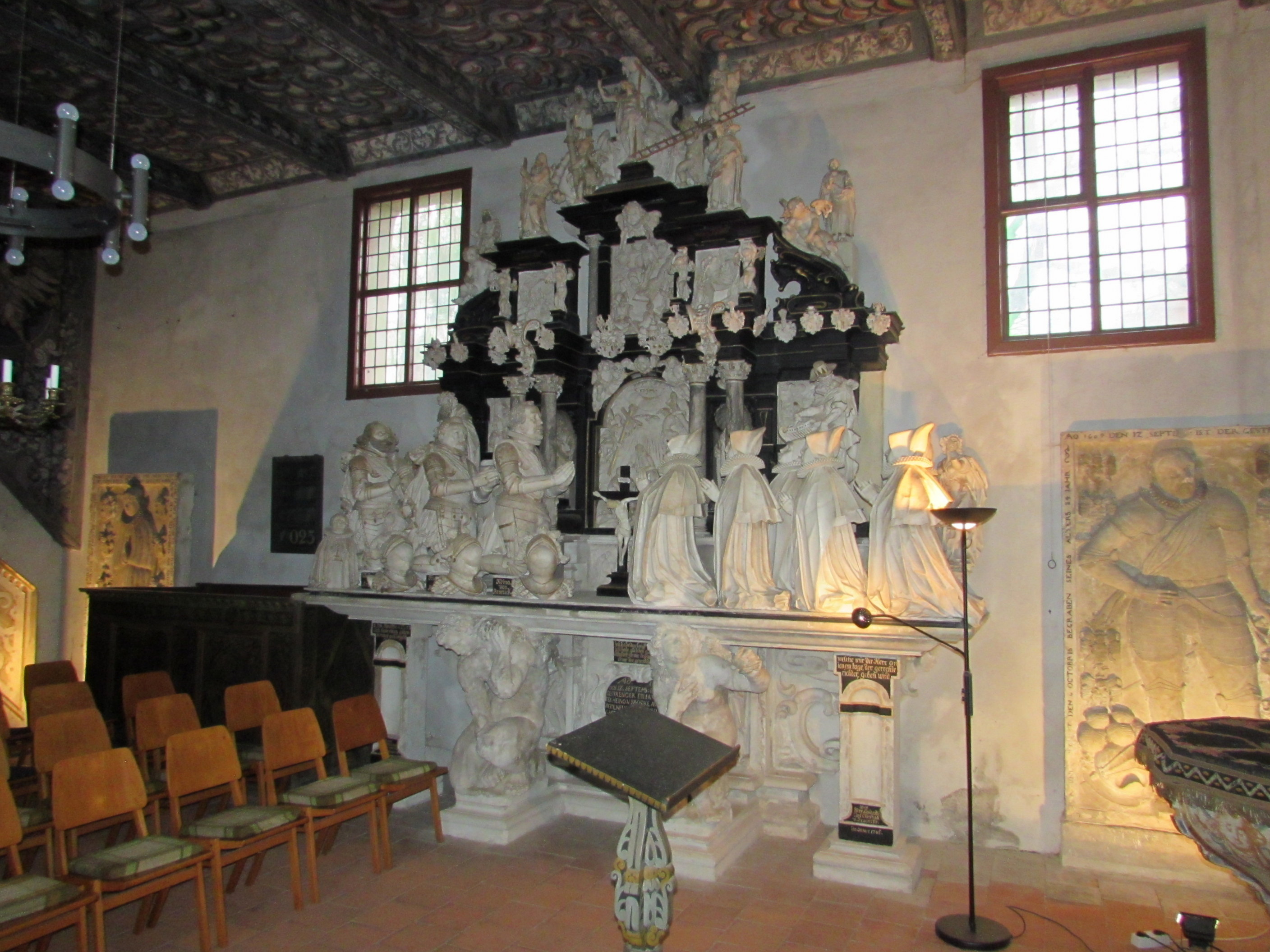
Epitaph im Chorraum

Im Inneren der Kirche, im Chorraum befindet sich ein eindrucksvolles Epitaph, das zwischen 1612 und 1613 entstand. Am 16. Oktober 1612 gab man für den verstorbenen Heino von Broesigke in Magdeburg beim Bildhauer Christoph Dehne für 1100 Taler das Werk in Auftrag. Als Rittergutbesitzer in Ketzür hatten die Broesigkes auch das dortige Kirchenpatronat inne.
Das Epitaph wurde aus Sandstein aus Pirna, Alabaster aus Nordhausen und aus Marmor gefertigt und in Teilen vergoldet. Er zeigt zehn kniende und betende Figuren auf einer durch Adam und Eva getragenen Platte vor einem Hauptrelief. Vier männliche Figuren befinden sich auf der linken, sechs weibliche auf der rechten Seite des Werkes. Die männlichen Figuren stellen Heino und seine Söhne Friedrich und Dietrich in Kürass mit Helm ab zum Gebet und den kindlichen Thomas dar. Die weiblichen Figuren sind Heinos Ehefrau Ursula Elisabeth, geborene von Hacke auf Karpzow, und die Töchter Hyppolita, Maria, Anna, Elisabeth und Katharina.
Das Hauptrelief zeigt verschiedene biblische Szenen. So sind die Vision des Ezechiel, die Geißelung Christi und Gethsemane dargestellt, welche von Figuren des Moses und des David flankiert werden. Weiter finden sich Aposteldarstellungen, Tugendstatuetten und die vier Evangelisten. Bei der Aufstellung des Epitaphs kam es jedoch zu einer Verwechslung, so dass die „verführerisch lächende Eva die Frucht nun dem übereck stehenden Pfarrer am Altar“ anbietet, während Adam ins Leere schaut.

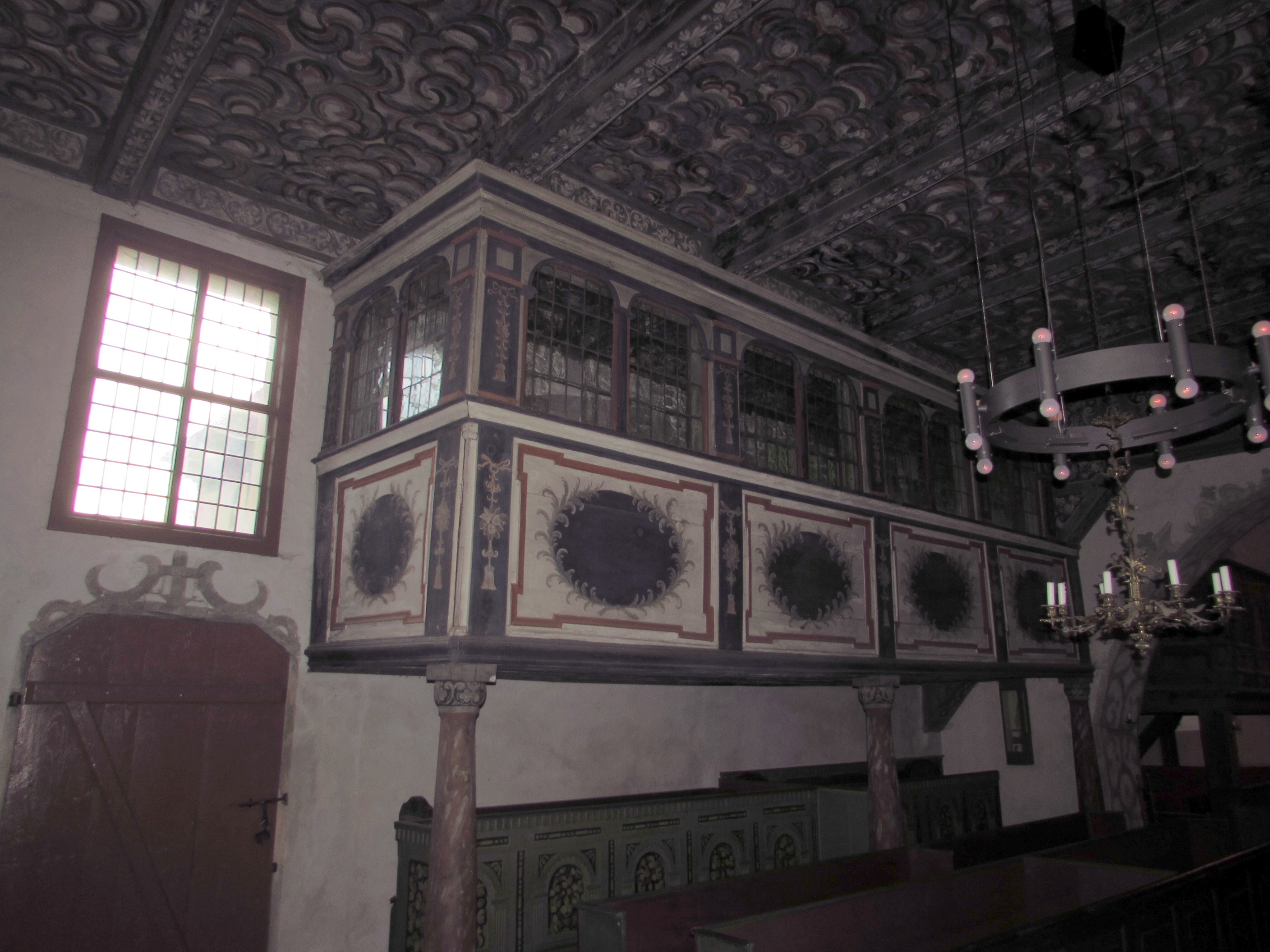
Brösegkesche Patronatsloge

Die Balkendecke des Chores zeigt eine reiche Ornamentmalerei. Ebenso ist die Holzverkleidung der Ostseite des Triumphbogens im Kircheninneren mit Ornamenten bemalt. Diese Malereien stammen aus dem 17. Jahrhundert. Wandmalereien im Zentralbau aus dem 16. Jahrhundert stellen Christus und die zwölf Apostel dar. Der Altaraufbau zeigt Gemälde aus dem Jahr 1600. Die verglaste Patronatsloge für die Familie von Brösicke im Chorraum stammt aus dem 17. Jahrhundert. Eine weitere Loge im Zentralbau war der Familie von der Hagen vorbehalten. Bis zu ihrer Erwerbung wurde diese Empore als Knechtechor bezeichnet. Sie wurde 1688 errichtet. Beide Logen waren beziehungsweise sind separat über die südlichen Anbauten zugänglich. Die hölzerne Kanzel ist reich verziert und stammt aus dem Jahr 1605 und der Taufstein wurde 1613 geschaffen. Die Westempore (oder auch Mägdechor) stammt aus dem Jahr 1914 beziehungsweise 1915, hatte jedoch ein älteres Vorbild. Auf dieser befindet sich eine Orgel. Der Altar stammt aus dem Jahr 1600. Er zeigt im Mittelstück das Abendmahl.
Die Orgel auf der Westempore im Zentralbau wurde von Orgelbaumeister Alexander Schuke gefertigt. Sie hat 11 Register auf zwei Manualen und Pedal und stammt aus dem Jahr 1915. Weiterhin gibt es in der Kirche sechs Relieftafeln, welche Mitglieder der Familie darstellen. Diese Relieftafeln waren Grababdeckungen. Das Geläut verfügt über drei Glocken. Eine aus Bronze stammt aus dem Jahr 1914, zwei aus Klangstahl sind von 1922.

## Kirchengelände
Die Kirche liegt im Zentrum Ketzürs etwas erhaben an der Dorfstraße. Der Kirchhof wird in seinem östlichen Bereich heute noch als Friedhof genutzt.